# Sistema de Informação de Schengen
O Sistema de Informação de Schengen (SIS) (em inglês: Schengen Information System) é uma base de dados governamental armazenada pela Comissão Europeia. O SIS é utilizado por 31 países europeus para obter informações sobre indivíduos e entidades para efeitos de segurança nacional, controlo de fronteiras e aplicação da lei desde 2001. Uma segunda versão técnica deste sistema, o SIS II, entrou em funcionamento em 9 de abril de 2013.

Sistema de Informação de Schengen:
Estados que operam plenamente o Sistema de Informação de Schengen
Estados que operam o Sistema de Informação de Schengen apenas no contexto da cooperação policial

Originalmente concebido como um simples instrumento de informação, o SIS evoluiu para o SIS II, que entrou em funcionamento em 9 de abril de 2013. O SIS estabelece a ligação com outros sistemas (Eurodac e Sistema de Informação sobre Vistos (VIS), que armazena as impressões digitais dos candidatos a visto e asilo), e é utilizado como um instrumento de investigação policial, de combate ao terrorismo e de controlo da imigração.

## Nações participantes
As informações no SIS são partilhadas entre as instituições dos países que participam da Convenção de Aplicação do Acordo de Schengen (em inglês: Schengen Agreement Application Convention, SAAC). Os cinco países participantes fundadores foram França, Alemanha, Bélgica, Países Baixos e Luxemburgo. Vinte e um países adicionais aderiram ao sistema desde a sua criação: Espanha, Portugal, Itália, Áustria, Grécia, Finlândia, Suécia, Suíça, Dinamarca, Islândia, Noruega, Estónia, Chéquia, Hungria, Letónia, Lituânia, Malta, Polónia , Eslováquia, Eslovénia e Liechtenstein. Entre os participantes atuais, Islândia, Liechtenstein, Noruega e Suíça são membros da Associação Europeia de Comércio Livre (ALCL) (em inglês: European Free Trade Association, EFTA), mas não da União Europeia.
Embora a Irlanda e o Reino Unido (enquanto ainda membro da UE) não tenham assinado a Convenção de Aplicação do Acordo de Schengen, o Reino Unido enquanto ainda era membro da UE tinha o direito de participar, e a Irlanda tem o direito de participar na cooperação Schengen nos termos do Tratado de Amsterdãoque introduziu as disposições do acervo de Schengen para o direito da União Europeia. O acervo de Schengen permitiu ao Reino Unido e à Irlanda participarem na totalidade ou em parte das disposições da Convenção de Schengen.
A Irlanda e o Reino Unido não têm acesso aos dados do artigo 26D (antigo 96) porque operam a Área Comum de Viagens (em inglês: Common Travel Area, CTA) e pretendem manter os controlos de fronteira entre os próprios e o resto da Europa. Os cidadãos europeus mantêm o direito de livre circulação para o Reino Unido e a Irlanda, mas devem passar por um posto de controlo autorizado de fronteira externa, ao contrário dos outros países signatários de Schengen, entre os quais os controlos nas fronteiras internas foram em grande parte abolidos. Desde 1 de agosto de 2018, a Bulgária e a Roménia têm acesso total ao SIS, sendo que antes disso, eles tinham acesso ao SIS apenas para fins de aplicação da lei. A Croácia tem acesso ao SIS para fins de aplicação da lei, enquanto o Chipre não tem acesso. A Irlanda juntou-se ao contexto da aplicação da lei em 1 de janeiro de 2021 e tem "capacidade operacional total" desde março de 2021.
O Reino Unido fez 571 milhões de pesquisas na base de dados em 2019.

## Introdução
As informações do SIS são armazenadas de acordo com a legislação de cada país participante. Existem mais de 46 milhões de entradas (chamadas de "alertas") no SIS, a maioria sobre documentos de identidade perdidos. Os alertas de pessoas representam cerca de 1,9 por cento da base de dados (cerca de 885.000 registos). Cada alerta contém informações como: nome, data de nascimento, sexo, nacionalidade, pseudónimos, armas ou histórico de violência, o motivo do alerta e a ação a ser tomada se a pessoa for encontrada. O SIS não regista as entradas e saídas dos viajantes do Espaço Schengen porque esses dados são registados no Sistema de Entrada/Saída.

## História
Em 25 de março de 1957, o Tratado de Roma foi concluído. Em 3 de fevereiro de 1958, a união económica dos países do Benelux foi formada. Ambos os acordos visavam permitir a livre circulação de pessoas e bens através das fronteiras nacionais. Os países do Benelux, enquanto um grupo menor, conseguiram implementar o acordo rapidamente. O foco das Comunidades Europeias era a integração económica. Somente após a conclusão do acordo de Saarbrücken, em 13 de julho de 1984, os controlos nas fronteiras entre a França e a Alemanha foram flexibilizados.
Em 14 de junho de 1985, a França, a Alemanha e três nações do Benelux concluíram o Acordo de Schengen. Os controles de fronteira sobre pessoas e mercadorias entre essas nações foram gradualmente relaxados. Em 19 de junho de 1990, as cinco nações iniciais juntaram-se a Espanha, Portugal, Itália, Grécia, Áustria e os cinco países da União Nórdica de Passaportes (em inglês: Nordic Passport Union): Dinamarca, Finlândia, Islândia, Noruega e Suécia.
Em 21 de dezembro de 2007, a zona sem fronteiras Schengen foi ampliada para incluir a Estónia, a Chéquia, a Hungria, a Letónia, a Lituânia, Malta, a Polónia, a Eslováquia e a Eslovénia.

## Aspectos jurídicos e características técnicas
O SIS foi criado para manter a segurança europeia após 25 de março de 2001, quando a segurança nas fronteiras entre os quinze países fundadores foi relaxada. O SIS exige que as nações Schengen respeitem a força jurídica das informações que o sistema contém. Também exige que as nações respeitem a privacidade e a liberdade pessoal das pessoas cujos dados são mantidos de acordo com as leis nacionais de proteção de dados. O sistema de processamento de informações do SIS deve estar permanentemente conectado às bases de dados dos países membros e deve ser atualizado em tempo real.
Estes compromissos são complementados por procedimentos de consulta entre os países membros. Podem ocorrer discussões sobre questões como confirmação de informações, divergência de ações dirigidas pelo SIS, questões de residência e mandados internacionais de detenção.
O SIS é controlado por uma autoridade composta por representantes dos países membros. A proteção dos dados pessoais é uma responsabilidade fundamental. A nível técnico, os países participantes adotaram uma arquitectura em estrela de processamento de dados constituída por um sítio web central que contém a base de dados de referência, denominado C-SIS, cuja responsabilidade é confiada à República Francesa pelo CAAS, e um sítio web por país, conhecido como N-SIS, contendo uma cópia da base de dados.

## Dados
O tipo de dados sobre pessoas armazenado no SIS inclui: pedidos de extradição, indesejabilidade da presença em determinado território, menor idade, doença mental, estatuto de pessoa desaparecida, necessidade de proteção, pedidos de uma autoridade judicial, e suspeitos de crime. O SIS também mantém dados referentes a armas de fogo, documentos de identidade, veículos motorizados e papel-moeda perdidos, roubados e desviados.
A França é responsável pela gestão do SIS e utiliza um sistema automatizado de atualização de dados que ocorre a cada cinco minutos. O SIS encaminha automaticamente os dados para as consultas que chegam por meio das grandes bases de dados nacionais. Cada nação membro tem um gabinete responsável pelas comunicações SIS. O SIS também tem uma função denominada "Pedido de Informação Complementar na Entrada Nacional" (SIRENE) (em inglês: "Supplementary Information Request at the National Entry"). O Gabinete SIRENE regista um "acerto" num registo de dados do SIS e encaminha as informações adicionais para auxiliar as investigações.

## Cooperação policial e assistência jurídica mútua
Além do SIS e do SIRENE, a convenção de Schengen garantiu a cooperação policial e a assistência jurídica mútua. As polícias dos países membros podem cooperar para prevenir e identificar o crime (artigo 39), continuar a vigilância além das fronteiras (artigo 40), perseguir além-fronteiras em certas circunstâncias (artigo 41), e partilhar informações relevantes para a repressão ou prevenção de ameaças em flagrante delito ou à ordem e à segurança públicas (artigo 46). Isto permite a execução de sentenças penais e extradições quando um nacional tenta-se refugiar num outro território.

## Evolução do sistema
Em novembro de 2011, o SIS 1 foi renovado pela segunda vez. O principal motivo da renovação foi estabelecer conexão a mais nações.
Em 2007, enquanto ainda decorriam os desenvolvimentos, Portugal disponibilizou a utilização de uma versão pioneira denominada "SISone4ALL" desenvolvida com sucesso pelo SEF (Serviço de Estrangeiros e Fronteiras de Portugal) e pela Critical Software.
Em 15 de outubro de 2010, a Bulgária e a Roménia aderiram ao SIS II para a cooperação policial.
Em 9 de abril de 2013, o SIS II entrou em funcionamento.
Em 27 de junho de 2017, a Croácia aderiu ao SIS II para a cooperação policial.
Em 1 de agosto de 2018, a Bulgária e a Roménia obtiveram acesso total ao SIS.
Em 1 de janeiro de 2021, a Irlanda aderiu ao contexto de aplicação da lei, com pleno acesso ao SIS para fins de aplicação da lei a partir de 15 de março de 2021.

## Brexit
A utilização do Sistema de Informação de Schengen está limitada aos membros da União Europeia e signatários da Convenção de Aplicação do Acordo de Schengen. Embora ainda fosse membro da UE, mas não do Acordo de Schengen, o Reino Unido tinha acesso limitado ao SIS. Este acesso cessa a partir de 1 de janeiro de 2021. Em junho de 2020, o subcomité de Segurança e Inteligência da Câmara dos Lordes, ao ouvir as evidências do Ministro do Interior, James Brokenshire, expressou preocupação de que o fracasso das negociações comerciais (pós-Brexit) entre o Reino Unido e a UE pudesse levar a atrasos preocupantes no acesso à inteligência antiterrorismo.